# Gianni Sperti
Giovanni Sperti, detto Gianni (Manduria, 12 aprile 1973), è un personaggio televisivo, opinionista ed ex ballerino italiano, dal 2003 è opinionista del programma Uomini e donne. È stato ballerino di diversi programmi di Canale 5 fin dagli anni novanta, tra cui del talent show Amici di Maria De Filippi.

## Biografia
Cresciuto a Pulsano, in provincia di Taranto, fin da giovane ha studiato danza a livello professionale; dapprima rock acrobatico, poi, da quando aveva l’età di sedici anni, danza moderna e classica. Ha debuttato in televisione, dopo un provino, nel 1995, partecipando al corpo di ballo del programma estivo di Canale 5 La sai l'ultima? VIP. Tra il 1995 e il 1996 ha fatto parte dei corpi di ballo di alcuni programmi di Canale 5 e Rai 1, come Stelle sull'acqua (condotto da Carmen Russo), Il grande bluff di Luca Barbareschi e una nuova edizione di La sai l'ultima?.
Dal settembre 1996 è stato primo ballerino di Buona Domenica, ruolo che ha mantenuto fino al dicembre del 2000. Nel frattempo, durante l'esperienza durata quasi cinque stagioni a Buona domenica, ha partecipato al film Milonga, con Claudia Pandolfi e Giancarlo Giannini, e, nel 1997, è stato primo ballerino della trasmissione estiva di Iva Zanicchi Ballo amore e fantasia. Nell'autunno del 1999 ha ricoperto lo stesso ruolo in L'ultimo valzer, programma condotto da Fabio Fazio e Claudio Baglioni, mentre nel febbraio 2000 è stato ballerino e coreografo del programma di Canale 5 Stelle a quattro zampe.
Dal 2003 è nel cast del programma di Maria De Filippi Uomini e donne, dove ancora adesso partecipa in qualità di opinionista, in coppia con Tina Cipollari. Ha preso parte come concorrente al reality show La talpa nella sua seconda edizione del 2005, uscendone vincitore.
Dal 2006 al 2009 è stato ballerino professionista per il talent show Amici di Maria De Filippi.

## Vita privata
Quando era ballerino di La sai l'ultima? ha conosciuto la showgirl Paola Barale, con la quale si è sposato nel 1998; il loro matrimonio, che suscitò l'interesse del pubblico televisivo, si concluse con una separazione nel 2002.
Nel 2017 si è laureato in economia aziendale presso l'Università Pegaso.
Sostenitore della battaglia contro l'abbandono dei cani, è stato testimonial della Campagna Dog Kiss.

## Programmi televisivi
- La sai l'ultima? Speciale (Canale 5, 1995) - ballerino
- Stelle sull'acqua (Rai 1, 1995) - ballerino
- Il grande bluff (Canale 5, 1996) - ballerino
- La sai l'ultima? (Canale 5, 1996) - ballerino
- Buona Domenica (Canale 5, 1996-2000) - primo ballerino
- Ballo amore e fantasia (Rete 4, 1997) - ballerino
- L'ultimo valzer (Rai 2, 1999) - ballerino
- Stelle a quattro zampe (Canale 5, 2000) - ballerino, coreografo
- Uomini e donne (Canale 5, dal 2003) - opinionista 
  - Speciale Uomini e Donne - La scelta (Canale 5, 2019) Opinionista
- La talpa 2 (Italia 1, 2005) - concorrente, vincitore
- Amici di Maria De Filippi (Canale 5, 2006-2009) - ballerino professionista

## Filmografia
- Milonga, regia di Emidio Greco (1999)